# 戴怡芳
戴怡芳（1940年—2001年），河北东光人，中国人民解放军将领、中国人民解放军中将。 
1999年，授予中国人民解放军中将军衔，曾任中国人民解放军军事科学院副院长。 